# Скальдазоле
Скальдазоле (італ. Scaldasole) — муніципалітет в Італії, у регіоні Ломбардія,  провінція Павія.
Скальдазоле розташоване на відстані близько 460 км на північний захід від Рима, 45 км на південний захід від Мілана, 20 км на захід від Павії.
Населення — 958 осіб (2014).

## Демографія
Населення за роками:

Станом на 1 січня 2023 року в муніципалітеті офіційно проживало 50 іноземців з 10 країн, серед них 20 громадян країн Євросоюзу та 2 громадяни України.

## Сусідні муніципалітети
- Дорно
- Феррера-Ербоньйоне
- Саннаццаро-де'-Бургонді
- Валеджо